# اسب‌سوار (فیلم)
اسب سوار (به انگلیسی: Horsemen) یک فیلم تریلر روان‌شناختی آمریکایی محصول سال ۲۰۰۹ به کارگردانی یوناس اوکرلوند، نویسندگی دیوید کالاهام، تهیه کنندگی مایکل بی با بازی دنیس کواید و جانگ زئی است.

## داستان
این فیلم دربارهٔ آیدان برسلین (دنیس کواید)، کارآگاهی تلخ و پریشان عاطفی است که پس از مرگ همسر فداکارش، از دو پسرش جدا شده است. او در حین تحقیق در مورد یک سری قتل، پیوند وحشتناکی را بین خود و مظنونان کشف می‌کند که به نظر می‌رسد بر اساس پیشگویی‌های کتاب مقدس در مورد چهار سوار آخرالزمان: جنگ، قحطی، فتح و مرگ است.

## تولید
این فیلم در وینیپگ فیلمبرداری شد و در ۶ مارس ۲۰۰۹ اکران شد.

## بازخورد فیلم
در وب‌سایت جمع‌آوری نقد و بررسی راتن تومیتوز بر اساس شش نقد، امتیاز تأیید ۳۳٪ را به فیلم می‌دهد. میانگین امتیاز ۴٫۶ از ۱۰ است.